# Oraseminae
Oraseminae (лат.) — подсемейство паразитических наездников семейства Eucharitidae подотряда Стебельчатобрюхие отряда Перепончатокрылые. Паразиты муравьёв. Встречаются повсеместно.

## Описание
Мелкие паразитические перепончатокрылые наездники (2—5 мм). Крылья с сильно редуцированным жилкованием. Паразиты личинок и куколок муравьёв подсемейства Myrmicinae (Formicidae).
Поскольку яйца Oraseminae откладываются на растениях, которые не всегда посещаются муравьями-фуражирами, личинки чаще всего прикрепляются к промежуточным хозяевам или к насекомым (потенциальной добыче), которые в конечном итоге будет съедены муравьями. Когда присутствуют муравьи-фуражиры нет необходимости в промежуточном хозяине. По прибытии в муравейник личинка наездника вгрызается в грудь муравьиной личинки и питается там её содержимым. Наездник питается до окукливания личинки хозяина; после окукливания хозяина наездник возобновляет кормление, пока не выйдет из тела хозяина. Среднее время развития от личинки-планидия до взрослой особи составляет 29,5 дней; средняя стадия куколки составляет 8,2 дней.
Наездники маскируются, пассивно улавливая запах муравьев. Через несколько дней в гнезде запах исчезает и муравьи начинают отличать наездников от своих соплеменников. В этот момент наездники покидают гнездо, чтобы спариваться и откладывать яйца. Хотя у Oraseminae высокий уровень фертильности, лишь небольшой процент яиц доживает до взрослого возраста.

## Классификация
Мировая фауна включает 12 родов и около 100 видов. К ранее известным 4 родам в 2017 году добавили несколько выделенных из состава крупного рода Orasema. На основании нескольких его видовых групп образованы новые рода Australosema gen. n., Cymosema gen. n., Hayatosema gen. n., Ibitya gen. n., Ivieosema gen. n., Leiosema gen. n., Matantas gen. n. и Zuparka gen. n. В итоге все они из Старого Света, а новый объём для Orasema указывает его только для Нового Света.

### Список родов
- Australosema Heraty & Burks, 2017
- Cymosema Heraty & Burks, 2017
- Hayatosema Heraty & Burks, 2017
- Ibitya Heraty & Burks, 2017
- Indosema Husain & Agarwal, 1983
- Ivieosema Heraty & Burks, 2017
- Leiosema Heraty & Burks, 2017
- Matantas Heraty & Burks, 2017
- Orasema Cameron, 1884
- Orasemorpha Boucek, 1988
- Timioderus Waterston, 1916
- Zuparka Heraty & Burks, 2017